# Rudolf Keyser
Jakob Rudolf Keyser (født 1. januar 1803 i Kristiania, død 9. oktober 1864 sammesteds) var en norsk historiker. Han var søn af Johan Michael Keyser.
Keyser blev student ved Kristiania Universitet 1820 og begyndte at studere teologi, men kastede sig snart over studiet af historie, især Nordens, uden dog at offentliggøre noget. Han følte nødvendigheden af grundigt studium af oldsproget og søgte derfor og fik 1825 et stipendium af "Selskabet for Norges Vel" for at rejse til Island for sprogstudiets skyld. På Island opholdt Keyser sig i 2 år (1825—27), og både satte han sig ind i det levende sprog og studerede den gamle litteratur, især under ledelse af den daværende adjunkt ved Bessastaðir Latinskole, Sveinbjörn Egilsson.
Kort efter sin hjemkomst blev Keyser konstitueret docent i historie og statistik og udnævntes 1829 til lektor i samme fag "med fremdeles Forpligtelse især at foredrage Fædrelandets Historie, dets Oldsprog og Antikviteter"; samtidig overtog han bestyrelsen af universitetets samling af nordiske oldsager. Statistik har Keyser næppe anderledes beskæftiget sig med, end at han eksaminerede i dette fag ved juridisk embedseksamen, men også derfor blev han fritaget 1834.
Ved kongelig resolution af 27. august 1834 blev der nemlig overdraget ham sammen med en yngre assistent, daværende cand. jur. P.A. Munch, at forberede udgivelsen af Norges gamle love, og begge disse mænd opholdt sig fra maj 1835—april 1837 i København, beskæftigede med at gennemgå, klassificere og afskrive de gamle norske lovhåndskrifter i den arnamagnæanske samling og i det store Kongelige Bibliotek; fra København drog Keyser april 1837 til Lund, Stockholm og Uppsala, hvorfra han december 1837 vendte tilbage til hjemmet.
Under sit fravær var Keyser 6. maj 1837 udnævnt til professor i historie og virkede som sådan i 25 år. Som universitetslærer har Keyser væsentlig læst over Norges og Nordens historie, gamle litteratur og sprog, og man kan sige, at han i alt væsentligt har indført det videnskabelige studium i disse fag ved det norske universitet, hvor de tidligere havde været lidet eller omtrent ikke repræsenterede. Keyser var vokset op i de første år af Norges selvstændighedsperiode og havde modtaget stærke indtryk af den daværende bevægelse for at hævde det nye Norge ved siden af frændefolkene.
Under foreningen med Danmark var Norges del i den fælles kultur gået ind under benævnelsen "dansk" eller "nordisk", ligesom den norsk-islandske litteratur i middelalderen var blevet "oldnordisk"; mod dette vilde Keyser hævde Norges selvstændige del, og han kom snart til den modsatte ensidighed, idet han kaldte det gamle sprog "oldnorsk" og regnede den gamle litteratur for at tilhøre "nordmændene", medens islænderne blot havde bevaret denne kultur skriftlig. Disse anskuelser fremsatte Keyser på sine forelæsninger tidlig i 1830'erne, men de kom først på tryk i hans afhandling Om Nordmændenes Herkomst og Folkeslægtskab (1839).
Det var her egentlig ikke noget nyt, at Keyser hævdede "indvandringen fra Nord" fra Haalogaland syd over, thi denne teori var udviklet allerede hos de gamle islandske og norske historikere omtrent år 1200 og i nyere tid optagen af Schøning, til dels af Suhm; men det nye hos Keyser var det sproglig-historiske lærdomsapparat, støttet til de nye videnskaber, den komparative sprogforskning og den nordiske arkæologi, og dernæst hans sproglige udvikling af, at det nordiske ("norrøne") sprog var opstået i Norge og Sverige og derfra flyttet til Danmark, hvoraf han gjorde den slutning, at nordmænd og svenskere i tidlig tid havde udbredt sig som et herskende folk i Danmark over en tysk eller gotisk undertvungen befolkning, og at de senere "daner" var opståede ved en blanding mellem disse lag.
Den af Keyser fremstillede teori vakte stor tilslutning i Norge blandt Keysers elever, endskønt det netop blev en af disse (Munch), som først rokkede ved beviserne og endelig bragte Keyser selv til at modificere sin teori; i sine senere Aar erkendte han, "at han rimeligvis er gaaet noget for vidt med hensyn til de egentlige Nordmænds Udbredelse over det sydlige Skandinavien", og at "han havde benyttet Benævnelsen Norrøn paa en mindre tydelig Maade", og at den burde indskrænkes til den norske gren af den skandinaviske stamme.
Keyser virkede som Universitetslærer mere ved sine forelæsninger end ved skrifter; hans foredrag var klart, roligt og behersket, mere fremsættende teorier og resultater end udviklende forskningens metode. Sine historiske teorier har han tidlig tilegnet sig, og skønt han stadig fortsatte sine studier, lader det til, at han havde vanskeligt ved at gå over til nyere synsmåder. Hans forelæsninger var fuldstændig udarbejdede til trykken, således som han oplæste dem fra katederet, og ved senere gennemgåelser ændrede han dem lidet i form eller indhold; afvigende opfattelser afviste han ved korte, velvillig formede indvendinger.
Kun lejlighedsvis lod han sig nøde til at udgive skrifter; således blev hans første selvstændige arbejde en Historisk-heraldisk Undersøgelse angaaende Norges Rigsvaaben og Flag (1842), der forfattedes efter opfordring af en stortingsmand og tilstilledes Konstitutionskomiteen på Stortinget 1842. Derimod var han et virksomt medlem af universitetets styrelse, af "Samfundet for det norske Folks og Sprogs Historie" (1833) og af "Foreningen til norske Fortidsmindesmærkers Bevaring" (1844), blandt hvis stiftere han var; ligeledes lod han sig ofte bevæge til at levere bidrag til videnskabelige tidsskrifter, således til det af hans nevø Christian Lange stiftede "Norsk Tidsskrift for Videnskab og Litteratur" (1847).
Sammen med Munch udgav han de 3 bind af Norges gamle Love (1846—49), sammen med Munch og Unger Kongespejlet (1848; fortalen er skrevet af Keyser) og sammen med Unger Olafs Saga hins helga ("den legendaririske", 1849), Strengleikar (1850) og Barlaam’s og Josaphat’s Saga (1851). Da han i begyndelsen af 1850'erne efter opfordring af det teologiske fakultet havde holdt en række forelæsninger over norsk kirkehistorie i den katolske tid, lod han disse udkomme 1856—58 under titelen Den norske Kirkes Historie under Katolicismen; den sidste del af dette værk blev på grund af mangel på forarbejder også en fremstilling af Norges politiske historie under unionstiden og er, om end i behersket form, et skarpt angreb på den daværende dansk-skandinaviske opfatning af unionstidens udvikling.
Dette blev hans sidste arbejde i levende live; thi uagtet han havde ladet sig afpresse et løfte om at skrive en populær bearbejdelse af sine forelæsninger over Norges historie til brug for "Folkeoplysningsselskabet", nåede han aldrig til at fuldføre dette arbejde, idet han tidlig blev gammel, hans arbejdskraft svækkedes ved sygelighed, og 11. januar 1862 tog han afsked fra universitetet. Efter hans død blev hans ufuldendte Norges Historie, som i manuskriptet standsede ved 1340, udgivet af Oluf Rygh, som gav en kort fortsættelse til 1387. Den samme har også udgivet Keysers Efterladte Skrifter, indeholdende dels "Nordmændenes Videnskabelighed og Litteratur i Middelalderen", dels Norges Stats- og Retsforfatning i Middelalderen og Nordmændenes private Liv i Oldtiden.
Disse forelæsningsrækker er blevne til i 1840'erne, men er dog senere gennemsete og delvis overarbejdede i 1850'erne; de fremstiller således væsentlig Keysers anskuelser i hans fulde udvikling, uden at være påvirkede af den senere forskning — frem for alt Konrad Maurers — og vakte ved deres fremkomst en stærk modsigelse, især i Danmark. En senere tid har, ved siden af at afvise ensidigheder, været villig til at erkende en grundig og klar behandling, fordybelse i emnerne og en smuk og rolig fremstilling. Keyser var personlig en velvillig, godmodig og omgængelig natur; hans elever omfattede ham med stor veneration.